# Eagle (песня)
Песня «Eagle» была записана шведской группой ABBA в 1977 году. Она стала первой из подготовленных для записи пятого студийного альбома группы (The Album), а также самой длительной песней из записанных ими (длина записи — 5 минут 51 секунда, секундой больше, чем «The Day Before You Came» — 5:50). Композиция была выпущена в немногих странах вместе с «Thank You for the Music» в качестве второй стороны.

## История
«Eagle» была написана Бенни Андерссоном и Бьорном Ульвеусом, вокал — Агнета Фельтског и Анни-Фрид Лингстад. Запись началась 1 июня 1977 года и имела рабочие названия «High, High» и «The Eagle» (в итоге было выбрано последнее).
«Eagle» не был особенно успешен в чартах. Одна из причин может заключаться в том, что песня имелась на уже выпущенном альбоме The Album; другая — в весьма ограниченной географии релизов (Бельгия, ФРГ, Франция, Австрия, Нидерланды, Швейцария, Австралия). С целью увеличения доступности песни для радио была произведена значительная правка (с 5:51 до 4:25) путём вырезания инструментальных вставок и третьего припева; в Австралии и Франции пошли ещё дальше, произведя раннее затухание песни, и её длительность сократилась всего до трёх с половиной минут.
Сингл вышел в мае 1978 года, с тем чтобы заполнить паузу, образовавшуюся между предыдущим синглом «Take a Chance on Me» и следующим, ещё не подготовленным треком «Summer Night City». Вторая сторона «Eagle», «Thank You for the Music», позднее (уже после распада группы) сама была ограниченно выпущена как сингл (например, в Великобритании), где «Eagle» не вышел в свет.

## Позиции в чартах
| Чарт                             | Позиция |
| -------------------------------- | ------- |
| Australian ARIA Singles Chart    | 82      |
| Austrian Singles Chart           | 17      |
| Belgian VRT Top 30 Singles Chart | 1       |
| Dutch Top 40                     | 4       |
| French IFOP Singles Chart        | 36      |
| German Singles Chart             | 6       |
| Swiss Singles Chart              | 7       |

## Кавер-версии
- Лейбл Almighty Records выпустил танцевальную версию песни в исполнении Abbacadabra в конце 1990-х, которая впоследствии была включена в компиляцию 2008 года We Love ABBA: The Mamma Mia Dance Compilation[1].
- Оригинальная запись ABBA присутствует в фильме ABBA: The Movie (1977).
- У хард-рок-группы Sargant Fury есть кавер-версия Eagle, с мощной переработкой, близкой к хэви-металу.